# Tham Pla
De Tham Pla (Thai: ถ้ำปลา; Thai voor visgrot) is een grot in Ban Tham Pla in de provincie Chiang Rai. In een groot deel van de grot staat een laagje water van maximaal 1,5 meter. In de grot leven vissen, schildpadden en apen.
In de buurt van de grot bevinden zich nog enkele grotten.